# 赵崇凝
赵崇凝（9世纪？—905年），一作赵崇，唐朝末年官员，官至尚书仆射。

## 簡介
宰相崔胤交结宣武节度使朱全忠，引朱全忠进军关中，唐昭宗想要拜中书舍人韩偓为宰相，牵制崔胤。韩偓推荐自己恩师赵崇凝、王赞，说赵崇凝“劲正雅重，可以准绳中外”。天复三年（903年），赵崇凝以御史大夫进尚书右仆射、同中书门下平章事。崔胤反对，未几免职。天复四年（904年）朱全忠逼迫唐昭宗迁都洛阳，后又杀害昭宗，赵崇凝貶为曹州（治所在今山东省菏泽市）司户、王贊貶为琼州司户、裴枢貶为陇州司户、独孤损貶为棣州司户、崔远貶为白州司户、陆扆貶为濮州司户、王溥貶为淄州司户。天佑二年（905年）六月，朱全忠在亲信李振鼓動下，于滑州白马驿（今河南省滑县境）將赵崇凝與裴枢、独孤损、崔远、陆扆、王溥、王赞等“衣冠清流”三十余人，投尸于河，史稱白馬之禍。
《唐摭言》及《北梦琐言》载：广明年间，少师赵崇凝提倡文学，张策刚还俗，言说时事变化，希望入贡士之列，但赵崇凝鄙视他，虽然有人提出刘轲、蔡京也曾为僧，但赵崇凝却说：“刘、蔡辈虽然曾为僧，但不为人所知，转而科举有何不可？张策是衣冠子弟，无故出家，不能参禅访道，抗迹尘外，却在御帘前进诗希求恩泽。如此行止，岂能掩人口实。我十次掌管科举，就斥退他十次。”于是当庭谴责张策；张策只得改习博学宏辞，而赵崇凝在吏部任职，又罢黜他，并宣扬他的过失。天祐年间，张策成为朱全忠谋士后，进言诬陷，致使赵崇凝遇害。
| 前任： 王摶 | 唐朝尚书右仆射 903年 | 繼任： 裴枢 |